# Opisthograptis praecordata
Opisthograptis praecordata là một loài bướm đêm trong họ Geometridae.